# Johann Jakob Wepfer
Johann Jakob Wepfer, né le 23 décembre 1620 à Schaffhouse et mort le 26 janvier 1695  dans la même ville, est un pathologiste et pharmacologue suisse.

## Biographie
Fils d'un juge de Schaffhouse, Johann Jakob Wepfer entame à 17 ans des études de médecine à Strasbourg, Bâle et Padoue avant de revenir, en 1647, pratiquer dans sa ville natale, où il obtient l'autorisation de réaliser des autopsies.

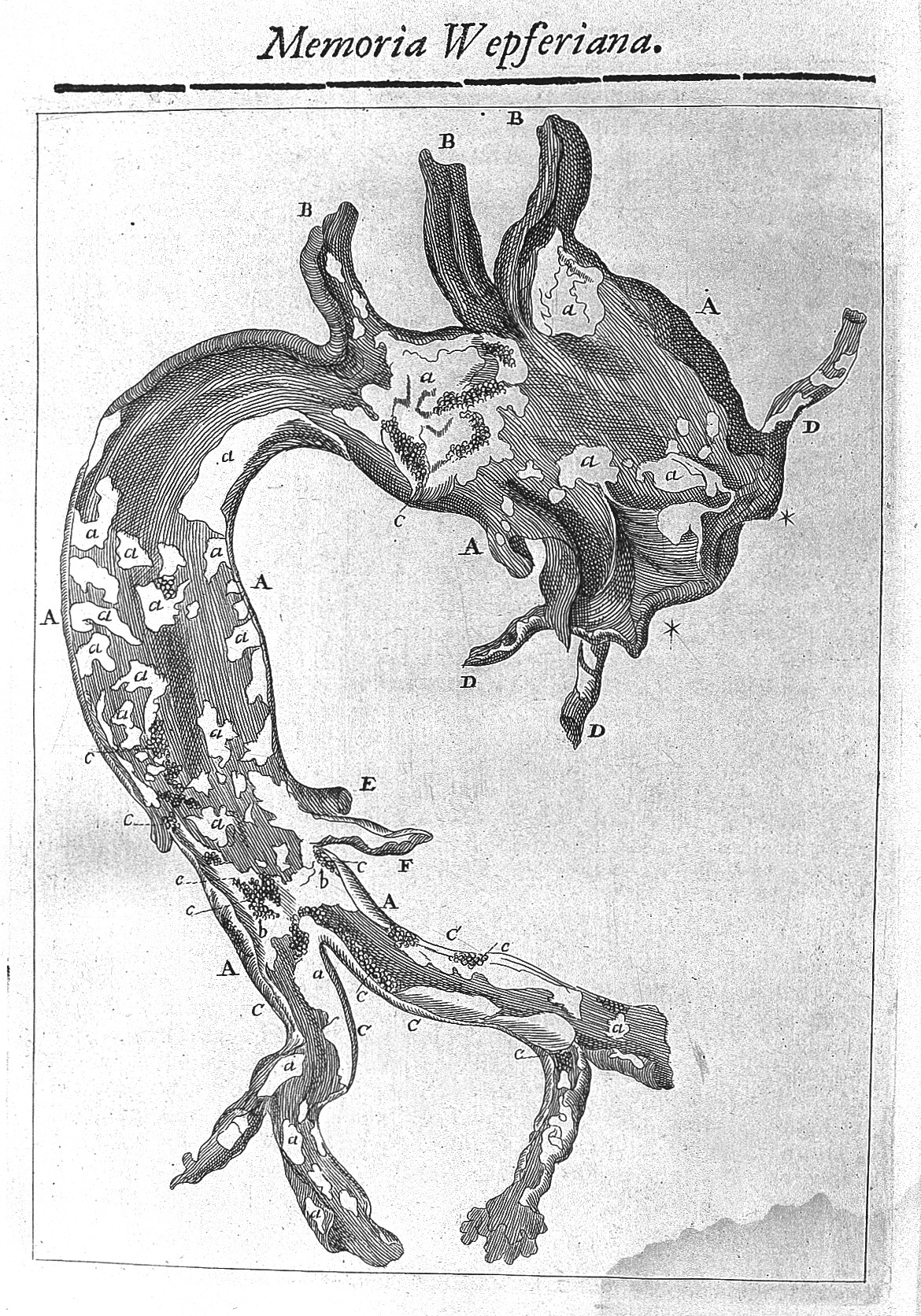
Altérations de l'aorte observées à l'autopsie de Johann Jakob Wepfer

Wepfer est connu pour ses travaux concernant l'anatomie vasculaire du cerveau et l'étude des maladies vasculo-cérébrales. Il est le premier médecin à émettre l'hypothèse que l'accident vasculo-cérébral est causé par un saignement du cerveau. Il note aussi que les symptômes pourraient être aussi provoqués par l'obstruction d'une artère principale qui irrigue le cerveau. Avec des dissections anatomiques, il prouve que les carotides et les artères vertébrales apportent le sang au cerveau. En 1669, il publie un traité sur les accidents vasculaires cérébraux, Apoplexie.
Wepfer fait d'importantes découvertes dans les domaines de la pharmacologie et la toxicologie expérimentale. Il est un pionnier dans la recherche des effets des substances toxiques sur le cœur et la circulation sanguine. Il réalise des expériences sur la toxicité de substances toxiques tels la ciguë aquatique, l'arsenic ou l'aconitum. À partir de ces résultats, il publie un grand traité en 1679 Historia cicutae aquaticae.
Sa réputation lui a attiré de nombreux élèves, parmi lesquels Johann Conrad Peyer et Johann Conrad Brunner.